# Слипачи
Слипачи (латыш. Slīpači, латг. Sleipači) — деревня в Вецумской волости Балвского уезда. Расположена в западной части волости, в 5 км от волостного центра Барисовы, в 249,3 км от Риги. Ранее деревня входила в Мариенгаузенскую волость Люцинского уезда Витебской губернии.
Деревня расположена к востоку от Виляки, у шоссе V491 (Виляка — Вецуми), у реки Киры.
Название может происходить от латыш. slīpēt — «точить, шлифовать».
В 1906 году в деревне было 7 дворов, население составляло 87 мужчин и 85 женщин. Православные принадлежали к Эржепольскому приходу (храма Покрова Пресвятой Богородицы, Виляка), католики — к Мариенгаузенскому.
В деревне родился Алексей Рундзанов (1890—1938), начальник отдела кадров треста «Авиатоп» НКТП СССР, жертва политических репрессий.